# Ciudad-condado consolidada
Según el gobierno local estadounidense, una ciudad-condado consolidada, municipalidad metropolitana o municipalidad regional es una ciudad y condado que se han combinado formando una jurisdicción. 
Una municipalidad metropolitana es una ciudad-condado consolidada o un gobierno metropolitano, o ambos. Si el área jurisdiccional de la ciudad-condado consolidada es una mezcla de un área urbana o suburbana o rural, el término "municipalidad regional" también puede ser usado.

## Contexto
Como tal, es simultáneamente una ciudad, que es una corporación municipal y un condado, que es una división administrativa de un estado. Es lo contrario a una ciudad independiente, que es una ciudad que no está localizada dentro de los límites de un condado, pero está separada del condado vecino.
Todas las ciudades de Virginia son ciudades independientes al igual que Carson City, Nevada. La concentración más alta de gobiernos consolidados en los Estados Unidos están en el cercano oeste y en la mitad del sur, donde están situados Indianápolis (Indiana), Nashville (Tennessee), Louisville (Kentucky) y Lexington (Kentucky).

## Distinciones
Los términos "municipalidad metropolitana" y "municipalidad regional" procuran distinguir las ciudades-condado que contienen áreas urbanas que existieron como municipalidades independientes (Ciudad de Nueva York y Filadelfia) o una ciudad-condado que contiene áreas urbanas, suburbanas y hasta rurales, algunas de las cuales pueden nunca haber tenido un gobierno independiente (por ejemplo, Indianápolis o Jacksonville). Las secciones individuales de una municipalidad metropolitana o regional, algunas de las cuales pueden conservar cierta jurisdicción autónoma. La Ciudad de Nueva York, por ejemplo, consiste en cinco condados, que conservan cierto poder local a través de sus propios consejos y presidentes de la ciudad.
Las ciudades-condado consolidadas también pueden ser llamadas gobiernos metropolitanos y condados metropolitanos. Sin embargo, "condado metropolitano" puede también referirse a jurisdicciones como el condado de Arlington (Virginia) y el condado de Baltimore (Maryland), ambos de los cuales son condados que no contienen municipalidades.
Inglaterra tiene seis "condados municipales" creados en 1974: Gran Mánchester, Merseyside, South Yorkshire, Tyne y Wear, West Midlands y West Yorkshire. Desde 1986 no tienen Consejos de Condado pero tableros comunes para ciertas funciones. Las autoridades unitarias modernas son similares.
Arreglos similares existen en otros países, como Seúl, Corea del Sur que es una "ciudad especial".
El condado de Wyandotte (Kansas) usa el término "gobierno unificado" para referirse a la consolidación con la Ciudad de Kansas.

## Lista de ciudades-condado consolidadas
"Ciudades y condados (o equivalentes a condados) que existían antes de su creación:
- Municipio de Anchorage (Alaska) (ciudad que se consolidó formando un gobierno unificado)
- Ciudad y Condado de Broomfield (Colorado) (ciudad existente antes de la creación del condado en el 2001)
- Ciudad y Condado de Denver (Colorado) (ciudad establecida antes de la creación del condado)
- Ciudad y Condado de Honolulu (Hawái) (sin embargo no hay "ciudades" en Hawái, por lo que la designación de "Ciudad y Condado" en vez de "Ciudad" no tiene sentido; el censo estadounidense define a Honolulu como sólo una fracción de la "Ciudad y Condado")
- Juneau
- Nueva Orleans y Orleans Parish (Luisiana)
- Ciudad y Condado de San Francisco (California)
- Ciudad de Sitka (Alaska)
- Ciudad de Yakutat (Alaska)

Ciudades y condados, antes entidades separados, que ahora se han combinado:
- Anaconda y Condado de Deer Lodge (Montana)
- Athens y el Condado de Clarke (Georgia)
- Augusta y Condado de Richmond (Georgia)
- Butte y Condado de Silver Bow (Montana)
- Columbus y Condado de Muscogee (Georgia)
- Hartsville y Condado de Trousdale (Tennessee)
- Lexington y Condado de Fayette (Kentucky)
- Louisville y Condado de Jefferson (Kentucky)
- Lynchburg y Condado de Moore (Tennessee)
- La Ciudad de Nueva York (Nueva York) ha sido coextensiva con una amalgamación de 5 condados desde 1898
- Filadelfia y Condado de Filadelfia (Pensilvania). Sus fronteras han sido coextensivas desde 1854, y las estructuras de gobierno fueron consolidadas en 1952. El condado sigue existiendo como una entidad separada dentro de Pensilvania, pero las funciones del condado son generalmente administradas por la ciudad.

Ciudades y condados, antes entidades separadas que han sido combinadas, sin embargo algunas partes del condado resurgieron como municipalidades independientes:
- Indianápolis y Condado de Marion (Indiana) (cuatro comunidades dentro del Condado de Marion conservan gobiernos separados)
- Jacksonville y el Condado de Duval (Florida) (cuatro ciudades dentro del Condado de Duval conservan gobiernos separados, la otra tierra rural fue incorporada por Jacksonville, previniendo cualquier anexión)
- Ciudad de Kansas y Condado de Wyandotte (Kansas) (este "Gobierno Unificado" contiene a Kansas City y otras tres comunidades, una relación de condado se mantiene con el resto de las comunidades dentro del condado)
- Nashville y Condado de Davidson (Tennessee) (ocho comunidades dentro de Davidson County conservan gobiernos separados, aunque todos participan en el gobierno metropolitano en un sistema de dos niveles)

Cinco ciudades en la región de Hampton Roads en Virginia fueron formados por la consolidación de una ciudad con un condado. Sin embargo, en ese caso una ciudad independiente fue consolidada con Condado de Ormsby (Nevada) en 1969, pero el condado fue simultáneamente disuelto. La ciudad es actualmente una municipalidad independiente de algún condado.

## Gobiernos de ciudades-condado potencialmente consolidados
- Aurora (Colorado), fractura entre tres condados, exploró la creación de una nueva ciudad-condado consolidada en 1996, el esfuerzo subsecuentemente falló en un referéndum. Como sea, cinco años después Broomfield tuvo éxito en la creación de una nueva ciudad-condado con partes de los cuatro condados de los que había sido parte. Animado por la experiencia de Broomfield, en la ciudad de Aurora recientemente propusieron la consolidación otra vez, que podría suceder a principios de 2008.
- Fue hecha una propuesta para combinar Condado de Johnson (Kansas), Condado de Wyandotte (Kansas) y las ciudades ubicadas en estos dos en una única ciudad-condado consolidada, con nombre a determinar.

Un número de otras ciudades en los Estados Unidos están considerando la posibilidad de combinar sus gobiernos con el condado que contienen:
- Albuquerque y Condado de Bernalillo (Nuevo México)
- Buffalo y Condado de Erie (Nueva York)
- Evansville y Condado de Vanderburgh (Indiana)
- El Paso y Condado de El Paso (Texas)
- Fort Wayne y Condado de Allen (Indiana)
- Houma y Parroquia de Terrebonne (Luisiana)
- Memphis y Condado de Shelby (Tennessee)
- Montgomery y Condado de Montgomery (Alabama)
- Pittsburgh y Condado de Allegheny (Pensilvania)
- Toledo y Condado de Lucas (Ohio)
- Atlanta y Condado de Fulton (Georgia)

## Los Gobiernos anteriormente ciudades-condado consolidadas
- La Ciudad de Boston y Condado de Suffolk (Massachusetts) operaron con un gobierno consolidado la mayor parte del siglo veinte, pero no fue una verdadera consolidación ya que tres municipalidades (Chelsea, Revere y Winthrop) nunca se amalgamaron con Boston pero permanecieron en jurisdicciones separadas dentro del Condado de Suffolk. La relación especial entre Boston y Condado de Suffolk finalizó en 1999 como parte de la abolición gradual del gobierno de condado en ese estado.

- Datos: Q3301053
- Multimedia: Consolidated city-counties / Q3301053